# Вера, или Нигилисты
«Ве́ра, или Нигили́сты» (англ. Vera; or, The Nihilists) — первая мелодраматическая пьеса Оскара Уайльда 1880 года. Пьеса была посвящена русской террористке и революционерке Вере Засулич.

## Постановки
Премьера прошла в 1881 году в театре Адельфи, однако 17 декабря того же года её отменили. 
В 1882 году пьесу поставили в Нью-Йорке, но также без особого успеха.

## Сюжет
Сюжет пьесы чрезвычайно наивен: террористка-красавица, давшая обет мстить тиранам и кровопийцам, неожиданно для себя влюбляется в наследника российского престола царевича Алексея, тайно сотрудничающего с революционерами. Однако героиня проклинает себя за любовь к «тирану» и считает себя изменницей делу революции. Не вынеся подобных страданий, героиня закалывает себя отравленным кинжалом, при этом на вопрос влюблённого в неё царевича: «Вера! Что вы наделали?» отвечает ему: «Я спасла Россию…».

## Цитаты
Алексей: Военное положение? Это невозможно!
Михаил Строганов: Дурак, в России нет ничего невозможного, кроме реформ.
— Первый акт пьесы